# Félix Auger-Aliassime
Félix Auger-Aliassime (født 8. august 2000 i Montreal, Canada) er en professionel mandlig tennisspiller fra Canada.
Auger-Aliassime og Gabriela Dabrowski besejrede Demi Schuurs og Wesley Koolhof fra Holland i bronzekampen i mixed double ved OL 2024 og vandt dermed bronzemedaljer – den kun anden olympiske tennismedalje for Canada.